# Гълъбови
Гълъбови (Columbidae) е семейство птици, единственото в разред Гълъбоподобни (Columbiformes).
То включва около 300 вида, включени в 41 рода. Разпространени са в целия свят с най-голямо разнообразие в Индомалайзия и Австралазия. Гълъбовите се характеризират с относително малко тяло, къса шия, малка човка и месесто образувание върху клюна. Птиците от това семейство правят малки и относително опростени гнезда, разположени по дървета, скални цепнатини и дори на земята. Обикновено снасят едно или две яйца. Двамата родители помагат за отглеждане на малките. Хранят се със семена, плодове и различни растения. Обитават предимно гористи местности, но видове се срещат и в твърде противоположни местообитания. Скалният гълъб е един от най-разпространените синантропни видове птици, а с неговия одомашнен подвид наред с домашната кокошка го прави и една от най-широко разпространените птици.

## Разпространение
Гълъбовите са широко разпространени на всички континенти с изключение на най-сухите райони от Сахара, Антарктида и околните острови и далеч на север в Антарктика. Обитават разнообразни местообитания – от гъсти гори до пустини, на височина до 5000 m, живее и се размножава и в населени места. Най-голямо видово разнообразие се среща в Южна Америка, Азия и Австралия, предимно във влажни тропически гори. Над 60% от всички видове са островни ендемити и не се срещат на прилежащите континенти. Колонизирали са повечето от отдалечените острови на Тихия океан. Домашният гълъб е интродуциран на много места и днес е обичайна гледка в градска среда. От представителите на семейството в България се срещат 6 вида от два рода: от Columba са скален гълъб, гълъб хралупар и гривяк, от род Streptopelia са гугутка, малка гургулица и гургулица.
Някои от видовете имат обширни естествени ареали. Така например птицата на латински: Zenaida auriculata е разпространена от Малките Антилски острови през Колумбия на юг до остров Огнена Земя. Видът се среща дори и на Фолкландските острови. Гугутката е широко разпространена от Британските острови и почти цяла Европа на север и от Азорските острови през Северна Африка, Мала Азия, Индия, Китай до Южна Корея. Сенегалската гургулица (на латински: Spilopelia senegalensis) е разпространена в цяла Африка, Близкия изток, Индия и дори в България. За разлика от гореизброените видове други имат ограничени местообитания, често ограничени до територията на отделен остров. Например видът на латински: Ptilinopus layardi обитава единствено южния остров Кадаву във Фиджи, на латински: Gallicolumba kubaryi има ограничен ареал единствено на островите Чуюк и Понпей в Микронезия, а гренадския гълъб (на латински: Leptotila wellsi) обитава единствено карибския остров Гренада. Други от видовете са континентални, но също имат изключително ограничени ареали. Такива например на латински: Ptilinopus cinctus e разпространен от остров Бали на изток до Северната територия на Австралия, където се срещат само в ограничена част от континента. Сомалийският гълъб (на латински: Columba oliviae) обитава само крайбрежни райони на Африканския рог, а на латински: Metriopelia morenoi обитава малък ареал между градовете Салта и Тукуман в северна Аржентина.
Най-големият ареал на представител от семейството е този на скалния гълъб. Видът има обширен ареал от Южна Европа и Северна Африка до Хималаите. След като обаче видът е одомашнен, ареалът му се разширява значително, като в редица световни градове днес се срещат подивели домашни гълъби. Днес видът е широко разпространен в Северна Америка и множество градски и крайградски райони на Южна Америка, Субсахарска Африка, Югоизточна Азия, Япония, Австралия и Нова Зеландия. Скалният гълъб не е единственият представител на семейството, който е надхвърлил естествения си ареал като е заселил нови райони. Винаги обаче това става с помощта на човешката дейност.

## Местообитание
Представителите от семейството са адаптирани към голяма част от местообитанията по планетата. Най-голям брой видове се срещат в тропическите гори и гористите местности, където могат да бъдат дървесни, наземни или полуназемни. Различни видове обитават саваните, пасища, пустини, умерени гори, блатисти райони, мангрови гори, дори и безплодни песъчливи райони и голи атоли. Често срещани са и в земеделски земи, градски и крайградски зони. Представители на семейството обитават местности от морското равнище до 5000 m надморска височина.

## Еволюция
Семейство Гълъбови представлява сравнително еднородна група от птици като всички притежават общи морфологични черти и не проявяват явни родствени връзки с други семейства птици. Единствените птици с най-близко родство са представителите на подсемейство Raphinae, сред които е и нелетящата птица додо. Всички нелетящи ендемити обаче изчезват благодарение на човешката намеса през XVII – XVIII век.
Не са открити много изкопаеми следи от предци на гълъбовите птици. Дори и малкото от тях обаче показват явни прилики със съвременните представители на семейството и липсват признаци, по които да бъдат посочени родствени връзки с други птици. Съществуват известни предположения за родството им с представителите на семейство Пустинаркови или тези от разред Папагалоподобни. Първият случай обаче се дължи на конвергентна еволюция поради външните прилики на тялото. Приликите с папагалоподобните се дължат от една страна по сходството на клюна на зъбчатоклюния гълъб (на латински: Didunculus strigirostris) с този на папагалите, а от друга поради факта, че и папагалите отделят гушно мляко, с което хранят малките пиленца.
Фосили от гълъбови птици са открити в Европа и датират от миоцен. В Северна Америка са от плиоцен, а след ледниковата епоха се откриват във всички части, които съвпадат с настоящия ареал. Вероятно Азия и по-точно Югоизточна Азия е мястото, където птиците еволюират. Една от възможните причини е, че множеството архипелази и острови в района са населени с гълъби. В този район се срещат и повече от половината представители на семейството. Птиците са добри летци и успяват да достигнат до отдалечени тихоокеански острови, където има случаи на повече от един вид, които населяват даден остров. Гълъбови птици достигат и до отдалечени от континенти архипелази като Азорските острови и Галапагос.

## Класификация
Подсемейство Columbinae
- Columba – Гълъби
- Streptopelia – Гургулици
- Patagioenas
- Macropygia
- Reinwardtoena
- Turacoena

Подсемейство N.N. (неназован)
- Turtur
- Oena – Капски гургулици
- Chalcophaps
- Henicophaps
- Phaps
- Ocyphaps
- Geophaps
- Petrophassa
- Geopelia

Подсемейство Leptotilinae
- Zenaida
- Ectopistes
- Leptotila
- Geotrygon
- Starnoenas

Подсемейство Columbininae
- Columbina
- Claravis
- Metriopelia
- Scardafella
- Uropelia

Подсемейство N.N. (неназован)
- Gallicolumba
- Trugon

Подсемейство Otidiphabinae
- Otidiphaps

Подсемейство Didunculinae
- Didunculus

Подсемейство Gourinae
- Goura

Подсемейство N.N. („Treroninae“)
- Ducula
- Lopholaimus
- Hemiphaga
- Cryptophaps
- Gymnophaps
- Ptilinopus
- Natunaornis
- Drepanoptila
- Alectroenas

Подсемейство Raphinae
- Raphus
- Pezophaps

Неуточнена класификация
- Caloenas
- Treron
- Phapitreron
- Leucosarcia
- Microgoura
- Dysmoropelia
- Bountyphaps

## Морфологични особености
Гълъбовите проявяват значителни различия в размера на тялото. Най-големите видове са коронованите гълъби от остров Нова Гвинея. Големината на тялото достига до тази на домашната пуйка с тегло 2 – 4 kg. Най-малките са представители от род Columbina, които са със същите размери на домашно врабче и тегло едва от 22 грама. От дървесните видове гълъби най-едър е маркизкия императорски гълъб (на латински: Ducula galeata) с обща дължина повече от 50 сантиметра и тегло от почти един килограм. На противоположния край е малкият гълъб на латински: Ptilinopus naina с обща дължина на тялото едва от 13 сантиметра.
Като цяло Гълъбовите имат къси крака и малки глави, поставени на сравнително голямо и компактно тяло. Крилата са широки и дълги и издържат на големи натоварвания. Те са добре замускулени, теглото им представлява 31 – 44% от телесното тегло. Гълъбовите са сред най-добрите летци сред птиците, изключително маневрени по време на полет. Крилата имат 11 първични махови пера и 10 – 15 вторични. Опашката е дълга, на върха заострена с 12 – 14 пера. Клюнът е къс до средно дълъг, прав, тънък и често с характерно надебеление в основата. В основата си клюнът е покрит с тънка кожица наречена восковица. В повечето случаи не се наблюдава характерен полов диморфизъм с изключение на факта, че мъжкият е по-едър от женската. Изключение правят някои тропически видове, при които мъжките са по-ярко оперени. Краката са къси, с четири пръста, от които три сочат напред, а един назад. Приспособени са добре за придвижване върху земята. В общи линии наземните видове са с по-дълги крака от дървесните.
Оперението на представителите на семейството е много разнообразно. С малки изключения насекомоядните и всеядните видове са с по-семпъл цвят на оперението. За разлика от тях плодоядните и растителноядните видове са по-ярко оцветени. Пъстрите гълъби от род Ptilinopus са птиците от семейството с най-разноцветно оперение. Трите съвременни вида от род Alectroenas са най-ярко оцветените гълъбови птици.
Подобно на някои други видови птици при всички представители от семейството липсва жлъчен мехур. Някои средновековни естественици заключват, че липсата на жлъчка е причината месото на гълъбите да бъде толкова вкусно. В действителност гълъбите имат жлъчка, но нямат жлъчен мехур. Жлъчният сок се отделя от черния дроб направо в дванадесетопръстника. Друга характерна особеност е, че слепите израстъци на цекума са рудиментирани.

## Хранене
Основната част от храната на Гълъбовите е представена от семена и плодове на растения. Семейството може да бъде подразделено на две групи в зависимост от хранителните навици. Така например представителите на подсемейство Columbinae се хранят преди всичко със семена, докато видовете от другите четири подсемейства предпочитат плодове. Птиците, хранещи се със семена, са предимно наземни и търсят храната си по земята, докато тези предпочитащи плодове обикновено се изкачват на дърветата, за да намерят своята храна. Хранителните навици водят и до появата на морфологични адаптации в храносмилателната система при отделните представители. Гълъбовите, които се хранят със семена, имат значително удебеляване на стените на воденицата, докато при птиците, използващи плодове, воденицата е с по-тънки стени. Плодоядните имат и по-къси черва, за разлика от семеядните представители. Плодоядните представители имат добра приспособимост за залавяне по клоните, като дори могат да висят и с главата надолу.
Съществуват и видове, които използват и други източници на храна. Освен семена наземните видове имат възможността да консумират предимно насекоми и различни червеи. Други изключения са използването за храна на охлюви, нощни пеперуди и различни други насекоми. Полинезийският гълъб на латински: Ptilinopus coralensis освен малки насекоми в животинската си диета включва и дребни влечуги. Домашните видове гълъби са се пригодили да консумират и разнообразна храна, оставаща от хората.

## Размножаване
Гълъбовите са моногамни птици. Много често двойката остава заедно в продължение на няколко години. Периодът на ухажване включва няколко характерни движения, извършвани както на земята, така и във въздуха. При много видове мъжкият каца, издува гърдите си, отпуска назад главата, разперва опашката, движи крилата и пристъпва на малки крачки по земята. Други видове удрят крила във въздуха или се хранят взаимно. В зависимост от наличието на храна размножаването може да бъде сезонно или целогодишно. Повечето видове снасят два пъти годишно, някои до 4 – 5 пъти. Гнездото обикновено е изградено от няколко небрежно подредени клечици и пера. Изграждат се по дърветата, в скални цепнатини, в хралупи или директно на земята. Снасят по едно две яйца, рядко до четири. Яйцата при повечето видове са без допълнително оцветяване на черупката. При отделни видове тя е кремава или светло кафява. Периодът на инкубация продължава от 14 до 30 дни в зависимост от вида. Пиленцата се излюпват почти голи и напълно безпомощни. Изхранването им е уникално и почти няма аналог сред другите птици. Епителната повърхност на гушата отделя специален секрет. Той е ценна храна в изхранването на пиленцата. Нарича се гълъбово мляко. Благодарение на него пиленцата бързо нарастват. Единствено при папагалите се наблюдава хранене на малките с такъв секрет, но то продължава само няколко часа след излюпването. Първият си полет малките извършват на 7 – 28 ден след излюпване.
Гълъбовите птици имат продължителност на живот от около пет до десет години. Най-продължително живялата от семейството е птица от вида Zenaida macroura умряла на 19 години и 4 месеца.
- Гълъбовите мътят в малки гнезда, изградени от груби материали
- Петдневно голишарче
- Оперено гълъбче, готово за първия си полет

## Общуване
Гълъбовите птици издават разнообразни звуци, изразяващи търсене на двойка, ухажване, опасност или защита на територията. Мъжките издават специални звуци при ухажване и подкана за чифтосване. Представителите и на двата пола издават твърде специфично надиплено гукане различно по продължителност и с различни интервали между гуканията. При някои видове издаваните звуци наподобяват на подсвиркване, а при други на грачене. Като правило е, че по-дребните представители на семейството издават по-високи и пронизителни звуци от по-едрите гълъбови. Нерядко птиците могат да бъдат чути да гукат в дует. В случаите, когато образуват двойки, някои от видовете издават тихи мъркащи звуци.

## Неприятели и болести
Гълъбовите птици често се срещат на ята, които дават възможност за повишена бдителност сред птиците за врагове, като така намаляват вероятността птица да бъде заловена от хищник. Те също имат и изградена поведенческа реакция да имитират счупено крило като показват безпомощност и така да отвлекат вниманието на хищниците от гнездото. В отговор на високите темпове на гнездово хищничество гълъбовите са еволюирали към кратък инкубационен период на яйцата и същевременно за бързо отглеждане на новоизлюпените. Основните заплахи са свързани с откриване и изяждане на яйцата, като основни неприятели са змии, дребни птици и бозайници. Новоизлюпените също се оказват жертва на различни видове животни. Възрастните птици често стават жертва на хищни птици, като биват улавяни по време на полет.
Гълъбовите птици са нападани от различни видове екто- и ендопаразити. Сред външните паразити различни причинители на краста, пухо и перояди. От хелминтните причинители най-чести са разнообразни аскаридии, хетеракиси, трихостронгилиди, филарии и сингамуси. От протозойните паразитози особено опасни са хистомоноза, токсоплазмоза, трихомоноза и кокцидиоза. От инфекциозните заболявания опасни са шаркодифтерит, западнонилска треска, салмонелоза (паратиф), нюкясълска болест, орнитоза, стрептококоза, кампилобактериоза, колибактериоза, туберкулоза, стафилококоза, птичи грип и много други.

## Заплахи и опазване
Докато много видове от семейство Гълъбови са облагоприятствани от човешката активност и в действителност са разширили ареалите си, други са намалили числеността си, а някои са дори заплашени от изчезване. От началото на XVII век са изчезнали около 10 вида от това семейство, като по-известните примери са птицата додо и странстващия гълъб.
Птицата додо е друг пример за изчезнал вид в семейство Гълъбови в резултат на познати фактори. Както много други птици, колонизирали самотни острови, додото е загубил инстинктите за предпазване от хищници, както и способността да лети. След пристигането на първите хора на териториите, обитавани от птицата додо, се интродуцират нови видове като плъхове, прасета и котки. Новите неприятели и човешката намеса практически унищожават естествените популации от додо.
Към 2007 година около 59 вида от семейство Гълъбови са заплашени от изчезване, което представлява 19% от всички видове в семейството. Повечето от застрашените видове обитават тропиците или отдалечени острови. Сред факторите, застрашаващи от изчезване, са новоинтродуцирани хищници, унищожаване на естествената среда, лов или комбинация от тези фактори.
Има и видове, изчезнали в диво състояние, като например гълъбът Zenaida graysoni, обитавал остров Сокоро в Мексико. Причината за унищожаването на естествените популации са загубата на ареала и появата на бездомни котки.
В други случаи няма необходимата информация за статута на даден вид. Така например Ptilinopus arcanus не е забелязван от 1953 година, но не се знае със сигурност дали е изчезнал вид. Друг пример е Gallicolumba erythroptera, за който няма сведения и се счита, че може би все още обитава отдалечени острови в западните части на Тихия океан. Странстващият гълъб (на латински: Ectopistes migratorius) е единственият неостровен гълъб, който днес е напълно изчезнал. Ареалът му на разпространение е бил огромен на територията на източните и средните части на САЩ. Предполага се, че това е била една от най-многобройните видове диви птици, обитаващи Земята. Предполага се, че видът е наброявал около 3 до 5 милиона птици. След 1800 г. обаче в САЩ птиците са били обект на усилен лов. Те са използвани като храна от бедните хора в Съединените щати и евтин начин за собствениците на земя да хранят своите роби. Друга причина за намаляването е преобразуването на естествената среда в обработваеми селскостопански площи. В периода 1870 – 1890 г. обаче популацията на вида катастрофално намаляла. За последен път в природата странстващ гълъб е наблюдаван в Охайо през 1900 г., а последният известен гълъб от вида е Марта (на английски: Martha), умряла в зоопарка в Синсинати на 1 септември 1914 г.
Предприети са няколко различни стъпки за опазване на естественото многообразие в рамките на семейство Гълъбови. Това са закони и наредби за ограничаване на лова, създаването на защитени зони в рамките на ареала на определени видове, създаване и поддържане на изкуствени популации в плен за евентуалното им реинтродуциране в естествената им среда и преместване на индивиди от една популация в друга с цел създаването на нови популации и укрепването на вече съществуващи.

## Консумация от хората
Няколко вида гълъби се използват от хората за консумация поради вкусовите качества на месото им. Домашният гълъб се използва като храна от древността в Близкия Изток, Римската империя и средновековна Европа. Гълъбите са известни в еврейската, арабската и френската кухня. В еврейския Танах гълъбите са кашер и единствено те могат да бъдат използвани за курбан. Други птици могат да бъдат консумирани, но не могат да се използват за курбан. Гълъбите са птици, които често влизат в рецептите на азиатските кухни, като китайската и индонезийската.
В голяма част от Европа гривякът е ловуван като дивеч, докато скалният гълъб е одомашнена птица, която се използва и за консумация, особено представителите на някои специално селектирани за тази цел породи. Една от сериозните причини за изчезването на странстващия гълъб в Северна Америка е фактът, че той е отстрелван основно за да бъде консумиран от заселниците. В английското ръководство, описващо всички аспекти за поддържането на едно домакинство, Mrs Beeton's Book of Household Management са включени и рецепти за печен гълъб и гълъбов пай – популярни евтини храни във Викторианската епоха.

## Други
На гълъбите е наречена улица „Гълъбова“ в жилищен комплекс „Овча купел“ в София (Карта).